# Pierre Brandebourg
Pierre Brandebourg (Luxemburg-Stad, 25 juli 1824 – aldaar, 23 mei 1878) was een Luxemburgs kunstschilder en fotograaf.

## Leven en werk
Pierre Brandebourg werd geboren in Clausen, een van de stadsdelen in het centrum van Luxemburg-Stad, als een zoon van hovenier Charles Brandebourg en Anne Lambert. Hij bezocht het Athénée royal grand-ducal en was een leerling aan de tekenschool van de schilder Jean-Baptiste Fresez. In 1841 ontving hij de regeringsmedaille voor tekenen. Dankzij een subsidie van koning-groothertog Willem II kon hij in het buitenland verder studeren. Hij volgde een aantal maanden les aan de Akademie der Bildenden Künste van München, meer dan een jaar aan de Koninklijke Academie voor Schone Kunsten van Antwerpen en ten slotte een jaar aan de École nationale supérieure des beaux-arts in Parijs, onder leiding van Paul Delaroche. Hij trouwde in 1850 in Eich met Catherine Kranenwitter, dochter van een etser.
Na zijn terugkeer in Luxemburg schilderde Brandebourg vooral portretten en landschappen. Hij onderscheidde zich in zijn werk van zijn landgenoten door zijn directere visie op het psychologische karakter van het model, minder conventie in de keuze van het landschap, dat hij menselijker zag, en vooral onderzoek naar de chromatische ordening van het schilderij. Brandebourg was een van de eerste fotografen in het groothertogdom. Hij opende in 1863 een studio met fotograaf Bruno Rissé, die hij vanaf 1870 onder eigen naam voortzette. Bij zijn foto's hechtte hij belang aan een zorgvuldige compositie en optimale belichting. Brandebourg werd een bekend portretfotograaf en portretteerde onder anderen de prinsen Hendrik en Frederik.
Brandebourg overleed op 54-jarige leeftijd, hij werd begraven op de Cimetière Notre-Dame.

## Enkele werken

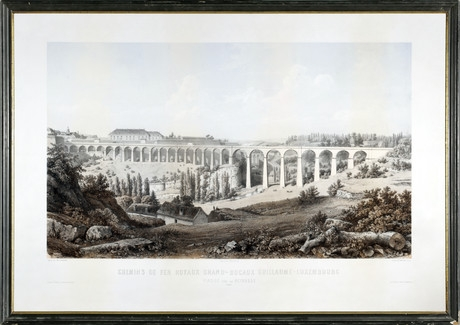
Litho van de Passerelle (1861)
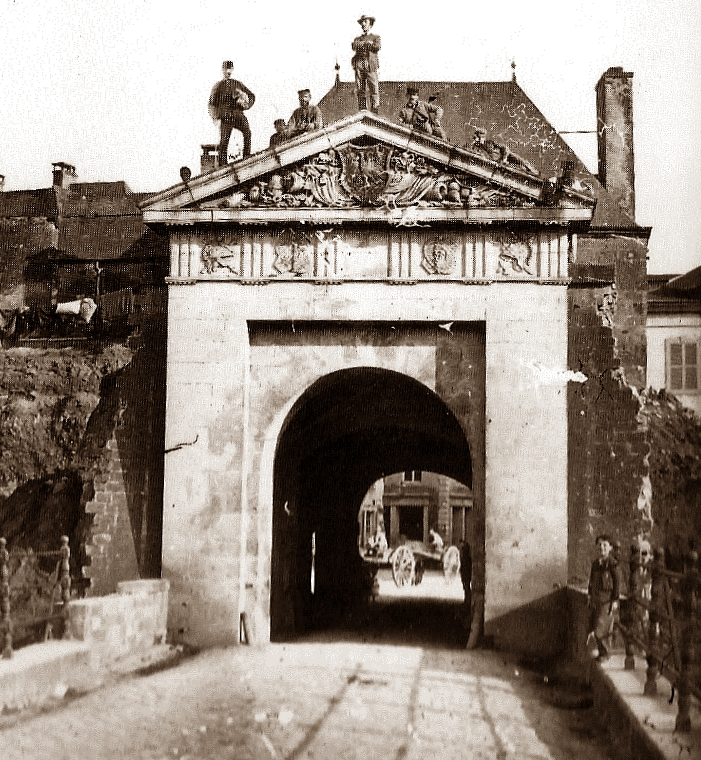
Porte-Neuve (ca. 1871) bij Glacis
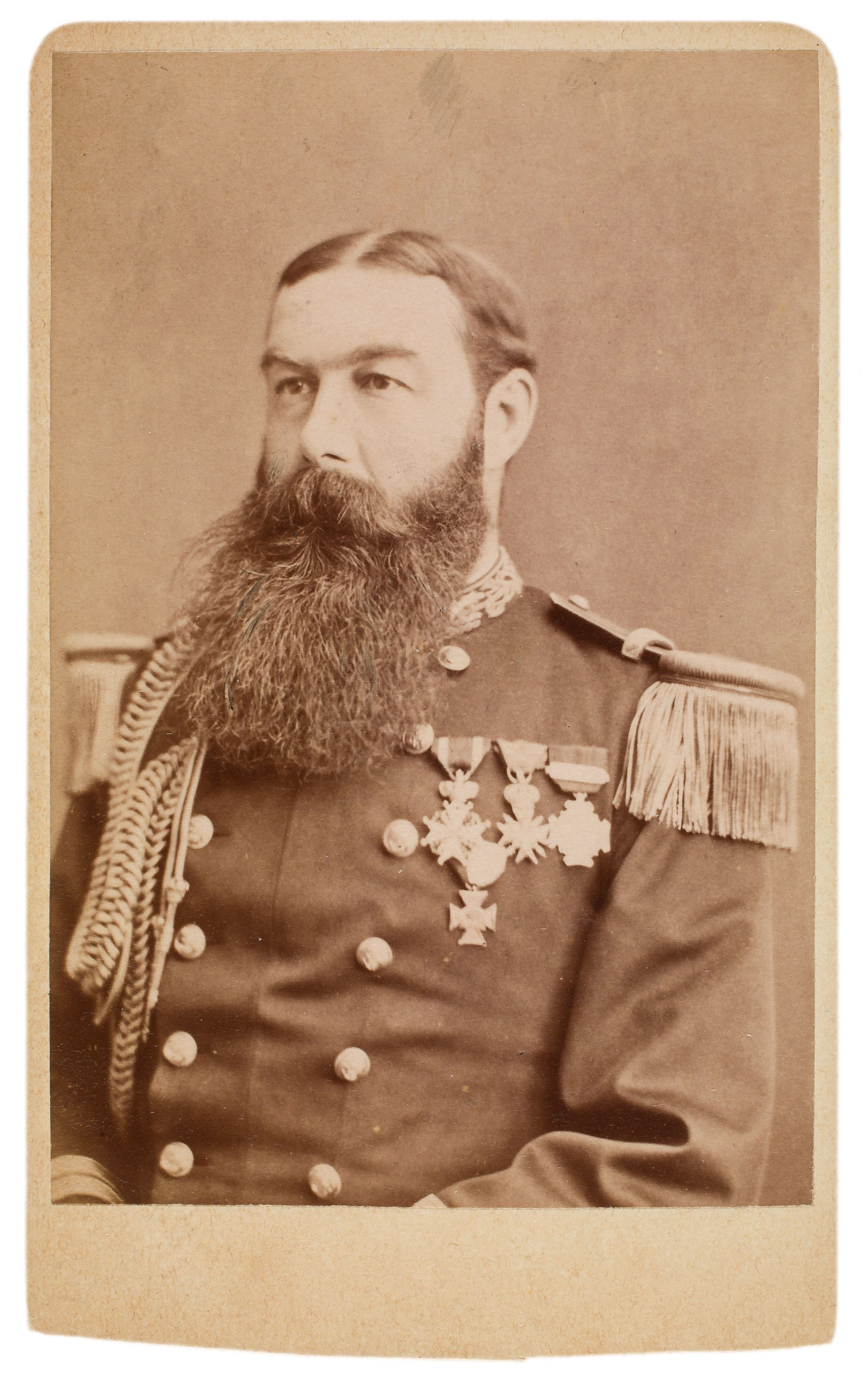
Portret van Willem baron van Hogendorp (1841-1925)
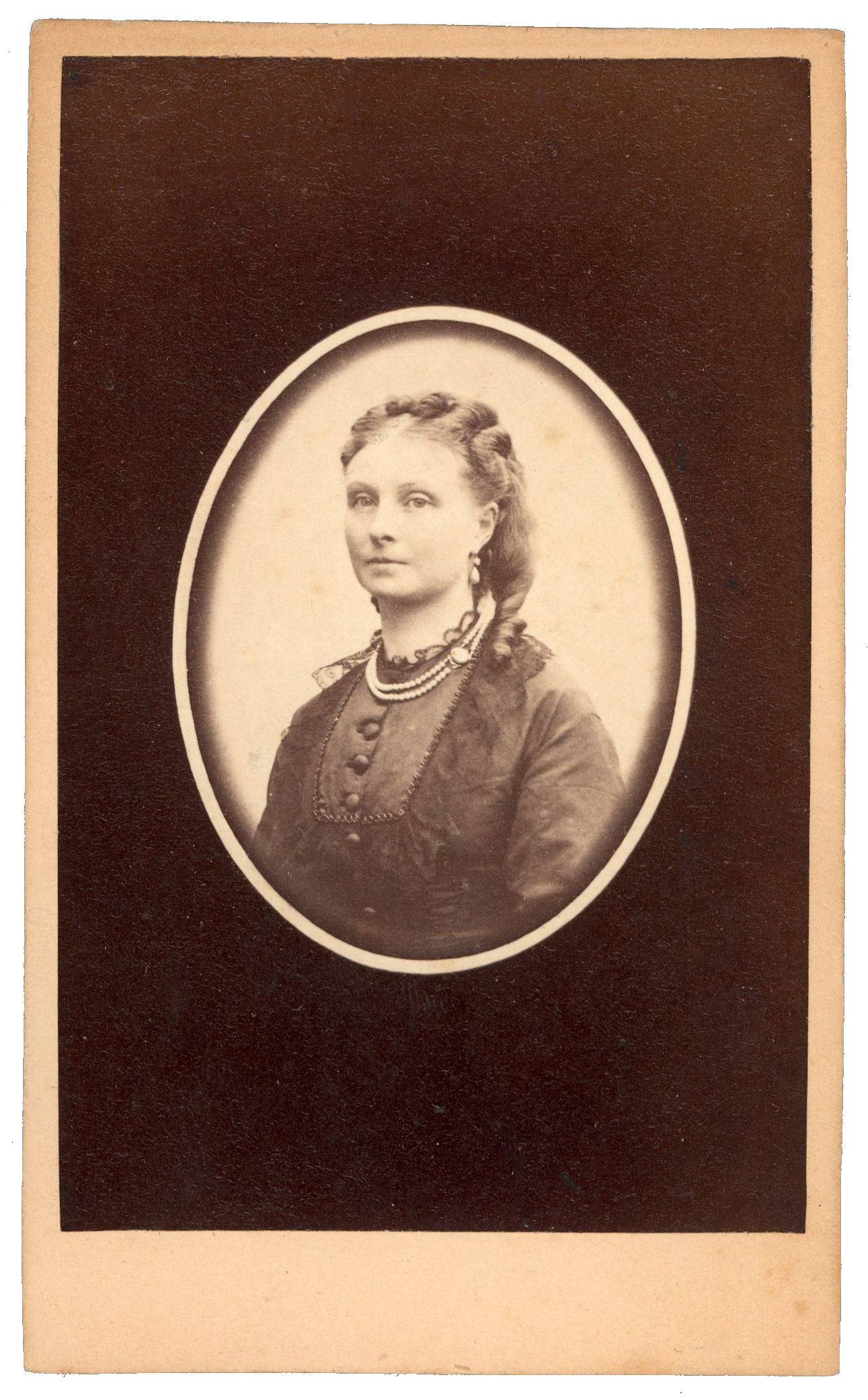
Portret van Ernestine H.A. barones van der Duyn (1835-1871)
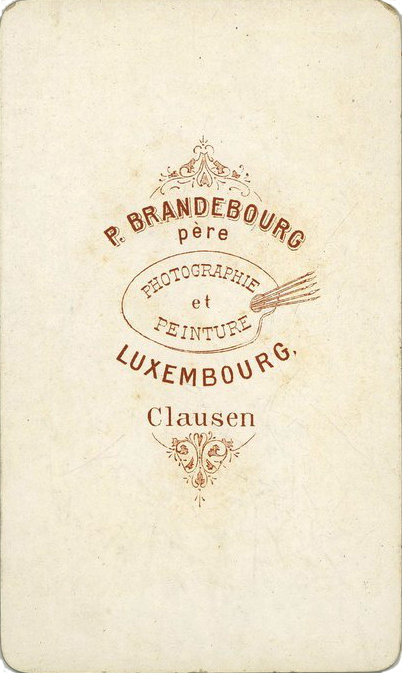
Achterkant van een carte de visite van Brandebourg

## Onderscheidingen
- 1841 Regeringsmedaille voor tekenen, Luxemburg

- Musée national d'archéologie, d'histoire et d'art: lkl002076
- PIC: 390127
- RKD-Nederlands Instituut voor Kunstgeschiedenis: 468470